# Ivan Vassílievitx Avdéiev
Ivan Vassílievitx Avdéiev (1818, Imperi Rus - 29 de març de 1865, Imperi Rus) fou un químic inorgànic rus que estudià la composició dels composts de beril·li.
Avdéiev estudià enginyeria de mines i es graduà el 1836. Treballà als Urals i, a partir de 1856, a l'oficina d'assaigs a Moscou. El 1839, Avdéiev estudià l'or autòcton, millorà el procés de fusió de minerals d'or, descobrí les causes de la intoxicació per monòxid de carboni durant la fosa d'or al laboratori i dissenyà un mètode electroquímic per extreure l'or de minerals i sorres. El 1842 realitzà un estudi de la composició dels minerals crisoberil i fenacita constituïts per beril·li, i dels composts de beril·li (sulfat de beril·li, clorur de beril·li, fluorur de beril·li i òxid de beril·li). Arribà a la conclusió del fet que el beril·li tenia valència 2, i no 3 com suposaven els químics en aquells anys, i que la seva massa atòmica relativa era 9,26 (actualment 9,012). Ho demostrà amb la fórmula de l'òxid de beril·li que determinà que era {\displaystyle {\ce {BeO}}} i no {\displaystyle {\ce {Be2O3}}}, com se suposava aleshores. Aquest treball fou elogiat pel químic rus Dmitri I. Mendeléiev, que amb aquesta informació podia ubicar correctament el beril·li a la seva taula periòdica.